# Mateřídouška ozdobná

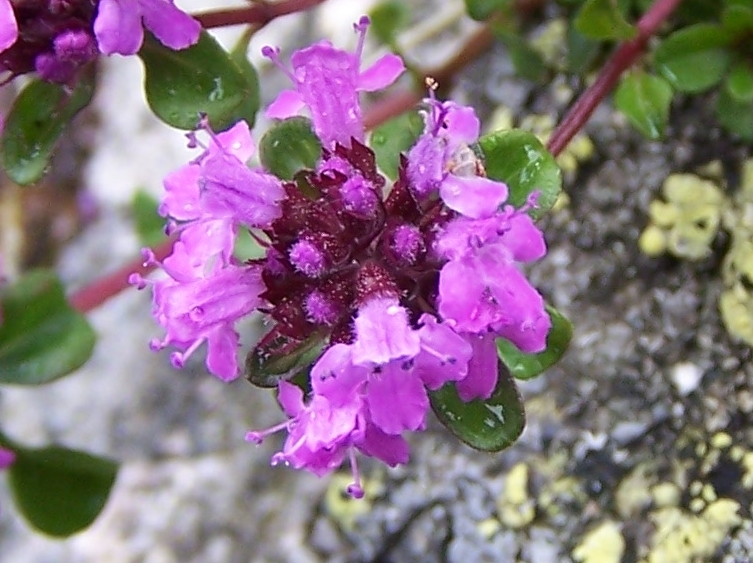
Květy mateřídoušky ozdobné

Mateřídouška ozdobná (Thymus pulcherrimus) je vytrvalý, stálezelený, aromatický keřík s plazivými stonky, který v letních měsících kvete drobnými růžovými květy. V české přírodě je původní druh, přesto je kvůli snižování četnosti hodnocena jako rostlina ohrožená vymizením.

## Rozšíření
Areál tohoto chamaefytu zasahuje mimo Česka dále do horských oblastí na Slovensku, v Polsku, Rumunsku a na Ukrajině. Lokality v Česku se nacházejí v subalpínském stupni ve Východních Sudetech v Hrubém Jeseníku, kde jsou na západní hranici rozšíření. Na Slovensku roste ve Vysokých a Nízkých Tatrách, v Malé Fatře, ve Strážovských vrších a Pieninách, odkud občas překračuje státní hranice do Polska. Centrum rozšíření druhu je v rumunských Karpatech, odkud zasahuje na západ Ukrajiny.
V Hrubém Jeseníku roste ve Velké kotlině v nadmořské výšce v rozmezí od 1150 po 1460 m n. m. Dlouhodobě se vyskytovala i na Petrových kamenech, kde ale vyhynula již v průběhu první poloviny 20. století. V Malé kotlině vymizela o něco později, zřejmě vlivem uměle vysazené kleče, která zapříčinila nedostatečné narušování stanovišť, což je pro tento konkurenčně slabý druh důležitý požadavek. Na jiných místech Česka se nevyskytuje.

## Ekologie
Mateřídouška ozdobná roste v půdě na živiny chudé, zásadité, na osluněných kamenitých teráskách, ve štěrkové suti, na travnatých pastvinách i rozvolněných krátkostébelných, pravidelně kosených trávnících. Vyhovují jí také jemnými kamenitými zvětralinami zaplněné skalní štěrbiny na prudkých svazích a v reliktních karech. Někdy bývá lavinami snesena do spodních částí, kde může na příhodných vyvýšených místech dlouhodobě přežívat. Vyskytuje se především na mělkých kamenitých půdách s nezapojenou nebo jen řídkou nízkou vegetací, obvykle nad hranicí lesa. Může být hostitelskou rostlinou pro poloparazitickou lněnku alpskou (Thesium alpinum). Kvete v závislosti na stanovišti od června do září. Její počet chromozomů je 2n = 56 a stupeň ploidie x = 8.

## Popis
Nízký neopadavý keřík s tenkým, dřevnatícím, bohatě větveným kořenem. Stonky má poléhavé nebo plazivé s prodlužujícími se konci, které jsou sterilní, monopodiálně se větví, ale nenesou květy, zato v uzlinách často koření. Květonosné větve vyrůstající po bočních stranách stonku jsou vystoupavé, dorůstají do výšky 5 až 10 cm, na průřezu jsou tupě čtyřhranné a na jedněch protilehlých plochách bývají chlupaté hustě a druhých řidčeji nebo také hustě.
Na květonosných větvích vyrůstají střídavě celistvé listy bez palistů, jsou nestejného tvaru a velikosti, dolní listy jsou menší a dlouze řapíkaté, horní mívají řapík kratší a jsou větší. Listy mívají čepel široce eliptickou až okrouhlou, nejčastěji dlouhou 6 až 12 mm a širokou 3 až 7 mm. Postranní žilky zpeřené žilnatiny jsou na rubu listu obzvláště vyniklé a u okraje čepele se spojují a tvoří zřetelnou okrajovou žilku.
Květy jsou drobné, oboupohlavné nebo funkčně jen samičí, krátce stopkaté a jsou sestaveny do koncového lichoklasu lichopřeslenů. Květní kalich je zvonkovitý, dvoupyský, obvykle 2 až 5 mm dlouhý, žláznatě tečkovaný, se třemi horními trojúhelníkovitými a dvěma dolními šídlovitými cípy. Koruna je trubkovitá, dvoupyská, 3 až 8 mm dlouhá, růžová, horní pysk je největší a mělce vykrojený, dolní pysk je trojlaločný, korunní trubka je krátká a rovná. Z koruny vyčnívají čtyři tyčinky, dvě dolní jsou delší než horní, nitky mají bělavé a drobné prašníky červenofialové. Semeník je svrchní, dlouhá čnělka nese dvouramennou bliznu čnící z koruny dále než prašníky. Květy jsou opylovány hmyzem, v případě nedostatku opylovačů jsou schopné i samoopylení.
Plody jsou hnědé, široce vejčité tvrdky asi 0,5 až 1 mm velké s jemnou zrnitou skulpturou. Jsou držené v kalichu a s ním při zralosti opadávají. Semena nemají speciální způsob šíření, bývají roznášena větrem, vodou nebo mravenci.
Rostliny mají povrch listů i okvětí porostlé drobnými, přisedlými siličnými žlázkami, které obsahují vonné monoterpenoidy, např. thymol, linalool a karvakrol. Je zajímavé, že složení těchto vůní není u rostlin jednoho druhu shodné, ale vyskytují se rostliny rozdílných chemotypů. Rozdílně voní rostliny při srovnání mezi různými populacemi a někdy i mezi jednotlivci stejné populace.

## Taxonomie
V české a slovenské literatuře je mateřídouška ozdobná (Thymus pulcherrimus) členěná do dvou poddruhů:
- Mateřídouška ozdobná pravá Thymus pulcherrimus subsp. pulcherrimus Schur
- Mateřídouška ozdobná sudetská Thymus pulcherrimus subsp. sudeticus (Lyka) P. A. Schmidt, 1973

V Česku rostoucí rostliny jsou „mateřídoušky ozdobné sudetské“, kdežto nominátní poddruh „mateřídouška ozdobná pravá“ v české přírodě neroste, vyskytuje se jen na Slovensku a dál na východě. Rozdíl mezi těmito poddruhy je uváděn v hustotě odění na protilehlých plochách vystoupavých květných lodyh, které bývá více či méně husté. Areály poddruhů jsou samostatné, pouze ve styku na Slovensku se překrývají.
Trochu stínů na rozlišení mateřídoušky ozdobné do dvou poddruhů vnáší okolnost, že tyto poddruhy neuznávají: KEW , World Flora online [nedostupný zdroj] ani Catalogue of Life  Archivováno 31. 5. 2017 na Wayback Machine. a považují „mateřídoušku ozdobnou pravou“ i „mateřídoušku ozdobnou sudetskou“ za pouhý synonym „mateřídoušky ozdobné".

## Ohrožení
Mateřídouška ozdobná se v české přírodě vyskytuje poměrně vzácně, pouze na několika nepříliš vzdálených a fyzikálně podobných místech. Je konkurenčně slabý druh, který na výživné půdě brzy zarůstá širokolistými bylinami. Stejně tak mu vadí okolí s pevným drnem, do kterého nemohou proniknout jeho semena. Je proto ve vyhlášce "MŽP ČR č. 395/1992 Sb. ve znění vyhl. č. 175/2006 Sb." i v "Červeném seznamu ohrožených druhů České republiky" z roku 2017 zařazen mezi kriticky ohrožené druhy (§1, C1r).